# Joachim Krebs (Musiker)

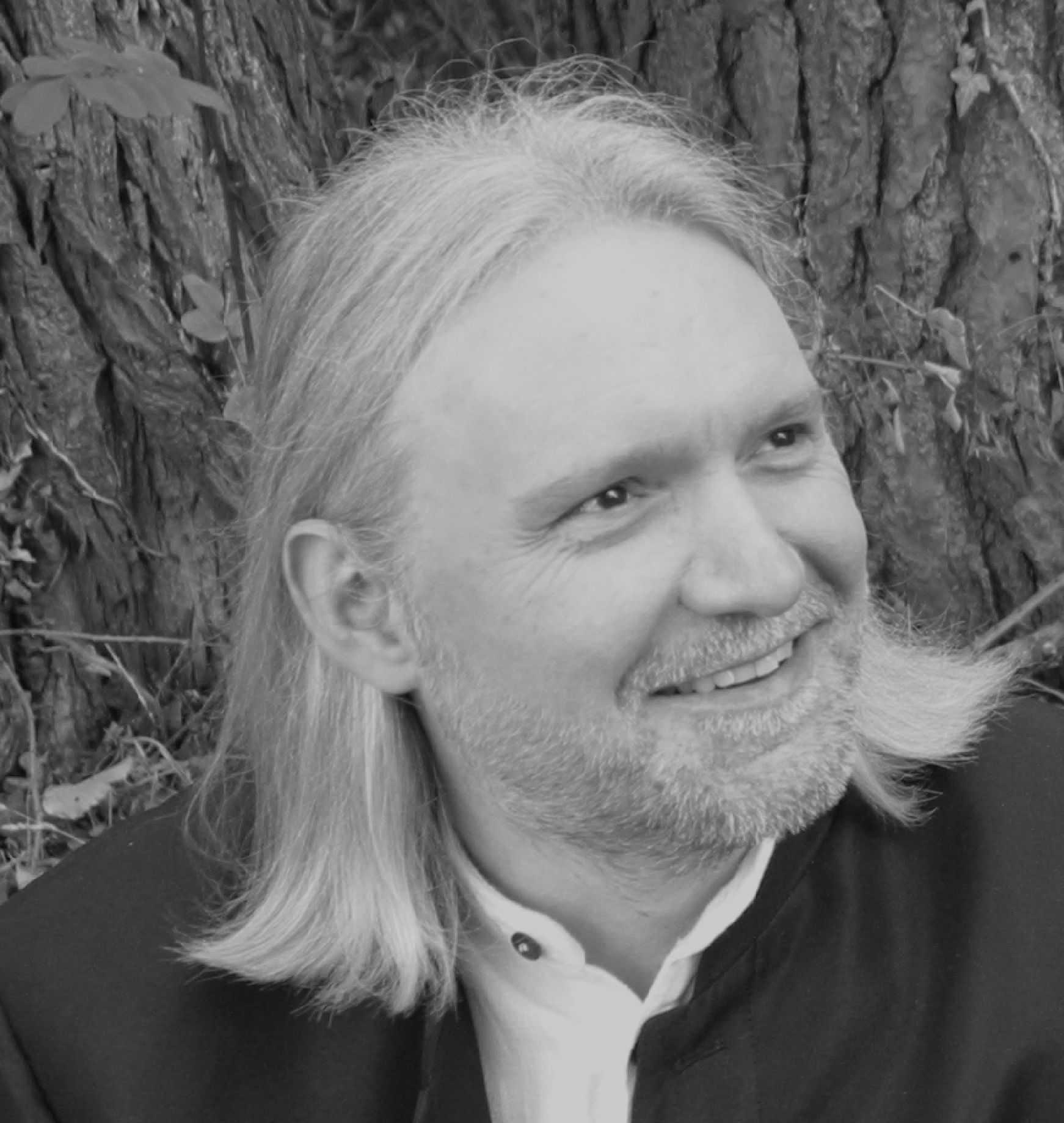
Joachim Krebs 2007

Joachim Krebs (* 27. November 1952 in Karlsruhe; † 28. Dezember 2013 in Ettlingen) war ein deutscher Komponist, Musiker, Klangkünstler und Medienkünstler.

## Künstlerische Tätigkeit
Joachim Krebs studierte an der Staatlichen Hochschule für Musik Karlsruhe Klavier (bei Günter Reinhold) und Komposition bei Eugen Werner Velte, bei dem er 1984 sein Diplom in Komposition ablegte. Von 1968 bis 1978 war er, als Komponist und Musiker (Keyboards), Mitglied der deutschen Polit-Rockmusiktheatergruppe „Checkpoint Charlie“. Er komponierte Musiken und Songs für Sprecher und Rockgruppe über Texte u. a. von Allen Ginsberg, Charles Bukowski und Rolf Dieter Brinkmann. Ab 1978 entstanden Instrumentalkompositionen für Orchester und Kammermusik, für die er nationale und internationale Stipendien und Preise erhielt. Alle Instrumentalwerke von 1978 bis 1989 sind bei Peermusik Hamburg/New York verlegt.
1980 gründete er die Folk-Jazz-Rock-Musikgruppe „Sohra“ (Helmut Bieler-Wendt, Hakim Ludin). Gefördert unter anderem durch den German Marshall Fund absolvierte er 1983 Studienaufenthalte in Indien (Bombay) und den USA (New York, Washington, San Francisco), wo er mit außereuropäischen Musikern und amerikanischen Komponisten der Minimalmusic im Austausch stand. 1984 und 1986 war er Kursleiter für freie Improvisation bei den Internationalen Ferienkursen für Zeitgenössische Musik in Darmstadt (die er seit 1978 besuchte). Von 1983 bis 1985 unterrichtete er an der Hochschule für Musik Karlsruhe Analyse, Instrumentation und Musiktheorie und hatte dort seit 1986 einen Lehrauftrag für freie Improvisation.
Sein besonderes Interesse an der Elektroakustischen Musik war in seiner gesamten künstlerischen Laufbahn präsent. Insbesondere entwickelte er zwischen 1994 und 1996, im Rahmen seiner Reihe „Artificial Soundscapes“ ein originäres Verfahren, genannt „EndoMikroSonoSkopie“, um die zuvor mit dem menschlichen Ohr nicht wahrnehmbaren Klangstrukturen natürlicher Stimmen und Geräusche hörbar – und damit auch für die eigene musikalische Komposition fruchtbar – zu machen. Diese Kompositionstechnik gewann zunehmend Bedeutung in den Werken, die gemeinsam mit Sabine Schäfer entstanden. Seit 1998 arbeitete das Künstlerpaar <sabine schäfer // joachim krebs> von 2009 bis 2013 unter dem Namen <SA/JO> auf dem Gebiet der Raumklangkunst, der Klang-Licht-Kunst sowie der Audio-Video-Installation.
Eine wesentliche Grundlage zur Gewinnung ihres künstlerischen Basismaterials ist ihre Zusammenarbeit mit Wissenschaftlern und wissenschaftlichen Institutionen. Für die von Peter Weibel 2009 initiierte Kooperation von ZKM und KIT entwickelten sie das Auftaktprojekt „MicroSonical Shining Biospheres No. 1“. Ihr Ausstellungsprojekt „SolarSonical Insects #2“ mit einem Public Viewing von Natur und Wissenschaft als Kunst, das sie 2012 für das Staatliche Museum für Naturkunde Karlsruhe realisierten, erhielt eine Spitzenförderung durch den „Innovationsfonds KUNST des Landes Baden-Württemberg“.
Seit Januar 2016 befindet sich der künstlerische Nachlass von Joachim Krebs, samt den Originalhandschriften seiner Instrumentalkompositionen im Archiv der Badischen Landesbibliothek Karlsruhe.

## Werke (Auswahl)

### Solo-Werke 1968–1999
Werke für Sprecher und Rockgruppe
- Notwehr, Rockoper 1972
- Blutsturz, Rockrevue 1977
- Frühling der Krüppel, Rockrevue 1978

Orchester und kleine Instrumentalensembles
- Musik für kleines Orchester, 1979
- Brennend erstarrte Augenblicke – Triptychon Epitaph für Orchester, 1980–83
- Traumkraut, 1981
- Slow Mobile, 1985
- Offene Ringe, 1989
- (und langsam schnitt ich mir meine Zeit aus Stille) – Skizze über R.D. Brinkmann, 1989
- Doubles and Echoes, 1991

Kammermusik und Solo-Instrumentalwerke
- Streichquartett Nr. 1, 1978
- Quartettomanie, 1979
- … tief Unten – traumversunken …, 1979
- Rhizom I, 1981
- Klangsplitter, 1982
- … zusammenfließend singen wir die Gegenwart …, 1985
- Musik für Akkordeon, 1986
- Cello Lines, 1987
- Quartett, 1989
- … Rufer – auf Plateau …, 1990
- Alien Lines and Fields, 1993

Multimedia-Projekte
- Narrncartan mit Peripetie oder ein ganz gewöhnlicher Tag im Leben des großen Gurglers, Internationale Ferienkurse für Zeitgenössische Musik Darmstadt, 1988
- Zwischenzonen – Zeichen – Szenen – Zustände, Multimediale 2 des ZKM Karlsruhe, 1991

Elektronische Musik und Klanginstallationen
- Körperreaktionen – Elektronische Musik Nr. 1, 1973
- Ein Tagebuch – Musik für Synthesizer, 1978
- Zwischenzonen – elektronische Skizzen, 1985
- Electronic Loops, 1987
- Lines-in-between, Badischer Kunstverein Karlsruhe 1992
- Eye-light-painting, “Projektionen” Karlsruhe 1994
- Klangtunnel, “Das Innere Ohr” Linz 1995
- Artificial Soundscape No. 1, Klang-Galerie des Sender Freies Berlin 1995
- Artificial Soundscape No. 3, Hessischer Rundfunk 1997
- Artificial Soundscape No. 4, DeutschlandRadio Kultur 1999

Werke mit Sabine Schäfer
(seit 1998 als Künstlerpaar <sabine schäfer // joachim krebs>, 2009–2013 unter dem Namen <SA/JO>)
Begehbare und konzertante Klang-Licht-Installationen und Audio-Video-Installationen
- Tableau I-III, Berliner Festwochen 1995.
- SonicRooms, Städt. Museum Ettlingen 1998.
- Sonic Lines n´Rooms, Donaueschinger Musiktage 1999.
- Sonic Lines n´Rooms No. 7[8], Sammlung des ZKM Karlsruhe, Ankauf 2001.
- TopoSonic Lines n´Rooms, Festival „Inventionen“ Berlin 2002.
- TopoSonic Lines n´Rooms with Instruments, Ensemble TrioLog Münchener Biennale 2002.
- AquaAngelusVox, Klangkunst-Festival Unna 2003.
- TopoSonicTunnel, Sammlung des Wissenschaftsmuseums “phaeno”, Ankauf 2005.
- …raumKLANGraum…entgrenzend…, Kunstmuseum Stuttgart 2006.
- TopoSonicSpheres, Festival “Musica Viva” Porto 2007.
- MicroSonical Shining Biospheres No. 1[9], ZKM Karlsruhe 2009
- SolarSonical Insects #2[10], 2012

Radiophone Klangkunst
- AerAquaAngelusVox, DLR Kultur 1998
- ProsaPhon(ie) – eine sonotopologische SprachKlangKonsistenzMaschine, SWR 2002
- TopoSonicSpheres – eine Raumklangkomposition, SWR 2004

## Diskographie (Auswahl)
- Grüss Gott mit hellem Klang Checkpoint Charlie, LP CPM 1970.
- Frühling der Krüppel, LP Schneeball Records 1978.
- Joachim Krebs, Portrait-CD, Ed. Zeitgenössische Musik, WERGO 1995.
- AquaAngelusVox <sabine schäfer // joachim krebs>, CD/DVD MDG 2003.
- TopoSonic Spheres <sabine schäfer // joachim krebs>, „artist.cd“ Schott Music 2004.

## Schriften (Auswahl)
- Die Raumklanginstallationen des Künstlerpaares <sabine schäfer // joachim krebs> in: „Die Zeit in der neueren Musik und den angrenzenden Künsten“ Pfau-Verlag Saarbrücken 2001. ISBN 3-89727-207-5
- Die Projektreihe Artificial Soundscapes, in: „TopoSonic Arts“, Kehrer Verlag Heidelberg 2007. ISBN 978-3-939583-52-3
- Sound - Time - Space – Movement, (Coauthor: Sabine Schäfer) in: Organised Sound Vol.8, Cambridge University Press 2008. ISSN 1355-7718
- Deleuze and the Sampler as an Audio-Microscope, (Coauthor: Sabine Schäfer) in: “Philosophical Reflections on Recorded Music”, Middlesex University Press London 2008.
- Mikroklang-Architektur und Farblicht-Räume, Interview in: “KlangRaum”, Kunst und Kirche 03/2009 Springer Wien New York, ISBN 978-3-211-99282-1